# Daniel Staniszewski
Daniel Staniszewski, né le 5 mai 1997 à Ciechanów, est un coureur cycliste polonais. 

## Biographie
En fin d'année 2015, il signe un contrat de deux ans en faveur de l'équipe Verva ActiveJet, cette dernière devenant une équipe continentale professionnelle à partir de la saison 2016. Cependant, l'équipe cesse ses activités à l'issue de la saison 2016 et il se retrouve sans équipe.

## Palmarès sur piste

### Jeux olympiques
- Tokyo 2020
  - 8e de la course à l'américaine

### Championnats du monde
| Édition / Épreuve     | Poursuite | Poursuite par équipes | Omnium | Américaine |
| Astana 2015 (juniors) | Argent    |                       |        |            |
| Hong Kong 2017        | 7e        | 9e                    | 11e    |            |
| Apeldoorn 2018        |           |                       |        | 13e        |
| Pruszków 2019         |           | 7e                    |        | 8e         |

### Coupe du monde
- 2016-2017
  - 2e de la poursuite individuelle à Glasgow
- 2017-2018
  - 3e de l'américaine à Manchester
- 2018-2019
  - 2e de l'américaine à Saint-Quentin-en-Yvelines
- 2019-2020
  - 2e de l'omnium à Milton

### Championnats d'Europe
| Édition / Épreuve          | Poursuite | Poursuite par équipes | Américaine | Élimination |
| Anadia 2014 (juniors)      | Argent    |                       |            |             |
| Athènes 2015 (juniors)     | Or        | Bronze                |            |             |
| Montichiari 2016 (espoirs) |           |                       | Bronze     |             |
| Anadia 2017 (espoirs)      | Bronze    | Bronze                |            |             |
| Berlin 2017                |           |                       | Bronze     |             |
| Munich 2022                |           | 7e                    |            | 6e          |

### Jeux européens
| Édition / Épreuve | Omnium |
| Minsk 2019        | Bronze |

### Championnats nationaux
| - 2015 - Champion de Pologne de poursuite - Champion de Pologne du scratch - 2016 - Champion de Pologne de l'américaine (avec Norbert Banaszek) - 2e du championnat de Pologne de poursuite - 2e du championnat de Pologne de l'américaine - 2017 - Champion de Pologne de poursuite - Champion de Pologne de l'américaine (avec Wojciech Pszczolarski) - 2e du championnat de Pologne de l'omnium - 3e du championnat de Pologne de poursuite par équipes - 2018 - 2e du championnat de Pologne de l'omnium - 3e du championnat de Pologne de poursuite par équipes - 3e du championnat de Pologne de l'américaine - 3e du championnat de Pologne de course aux points | - 2019 - Champion de Pologne de l'américaine (avec Filip Prokopyszyn) - 2020 - Champion de Pologne de poursuite - Champion de Pologne de poursuite par équipes - Champion de Pologne de l'américaine (avec Alan Banaszek) - Champion de Pologne de l'omnium - 2e du championnat de Pologne de course aux points - 2e du championnat de Pologne du scratch - 2021 - Champion de Pologne de poursuite par équipes - Champion de Pologne de l'américaine (avec Alan Banaszek) - 2e du championnat de Pologne de course aux points - 2e du championnat de Pologne de l'omnium - 2022 - Champion de Pologne de course par élimination |  |

## Palmarès sur route
- 2015
  - 3e du championnat de Pologne du contre-la-montre juniors